# Maurizio Costanzo

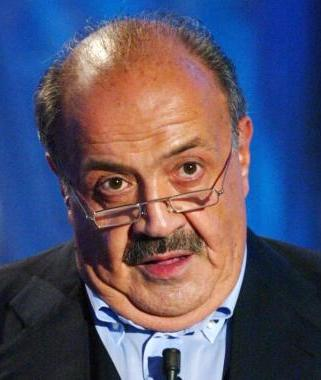
Maurizio Costanzo (2015)

Maurizio Costanzo (* 28. August 1938 in Rom; † 24. Februar 2023 ebenda) war ein italienischer Journalist und Fernsehmoderator sowie Drehbuch- und Buchautor.

## Leben
Costanzo begann seine berufliche Karriere 1956 beim Blatt Paese Sera; als Journalist war er unter anderem Chef der Zeitschrift L’Occhio und 1978 bis 1981 von La Domenica del Corriere, arbeitete als Radioautor (Canzoni e nuvole) sowie seit 1962 als Fernsehschreiber (mit Cabaret delle 22 begründete er die italienische Talkshow-Tradition mit), organisierte Festivals, schrieb Liedtexte (Se telefonando von Mina) und Bühnenstücke (so z. B. Il marito addittivo, Cielo, mio marito! und Vuoti a rendere) und moderierte zahlreiche Sendungen, wobei sein Durchbruch 1976 und sein größter Erfolg sechs Jahre später stattfanden. Die Maurizio Costanzo Show gehörte von 1982 bis 2009 zum festen Bestandteil der italienischen Fernsehlandschaft. 1993 entgingen er und seine Frau einem von Totò Riina in Auftrag gegebenen Mordanschlag der Cosa Nostra, nachdem er in seinen Sendungen zum Kampf gegen die Mafia aufgerufen hatte.
Zahlreiche unterschiedliche Aktivitäten auf den verschiedenen Gebieten der Unterhaltungsindustrie zeigen Costanzos Vielseitigkeit; neben der Autorenschaft 25 Büchern engagierte er sich 1997 bis 1999 auch als Direktor des Fernsehsenders Canale 5.
Seit 1967 schrieb er auch immer wieder Drehbücher für Kinofilme; von 1976 bis 1982 – bis zum Jahr 2003 seinem letzten Werk in diesem Bereich – arbeitete er mit Pupi Avati als dessen Stammautor zusammen. 1977 inszenierte er mit Melodrammore seinen einzigen Film als Regisseur, eine Reminiszenz an die melodramatischen Kriminalfilme der 1950er Jahre.
1978 erhielt das unter seiner Mitwirkung entstandene Drehbuch zu Una giorna particolare den italienischen Filmpreis Nastro d’Argento.
Seit 2011 war Costanzo Professor an der Università degli Studi Niccolò Cusano.
Im Jahr 1963 heiratete er die Journalistin und Fotografin Lori Sammartino. Später heiratete er die Journalistin Flaminia Morando. Aus dieser Ehe gingen die Kinder: Camilla (geboren 1973) und Saverio (geboren 1975) hervor. Das Paar ließ sich Ende der 1970er Jahre scheiden. Von 1983 bis 1986 lebte Costanzo mit der Schauspielerin, Synchronsprecherin, Drehbuchautorin und Regisseurin Simona Izzo zusammen. Am 7. Juni 1989 heiratete er die TV-Moderatorin Marta Flavi, aber sie trennten sich im Dezember 1990 und ließen sich 1995 scheiden. 1995, heiratete Costanzo die Fernsehmoderatorin und Produzentin Maria De Filippi, die bereits seit 1990 mit ihm zusammenlebte.
Als größten Fehler seines Lebens bezeichnete er seine Mitgliedschaft in der von Licio Gelli gegründeten Freimaurerloge P2, auch wenn er sich in dem berüchtigten Geheimbund nach eigener Bekundung nie aktiv beteiligt habe.

## Filmografie (Auswahl)
- 1968: A qualsiasi prezzo (Buch)
- 1969: I quattro del Pater Noster (Buch)
- 1976: Das Haus der lachenden Fenster (La casa dalle finestre che ridono) (Buch)
- 1976: Hilfe, sie liebt mich (L’altra meta del cielo) (Buch)
- 1977: Ein besonderer Tag (Una giornata particolare) (Buch)
- 1977: Melodrammore (Regie, Buch)
- 1983: Zeder (Buch)
- 1993: Anni 90 parte II (Schauspieler)
- 2008: Parlami di me (Buch)